# Ingerophrynus biporcatus
The Crested Toad hoặc Ingerophrynus biporcatus (tên tiếng Anh là Double Crested Toad) là một loài cóc thuộc họ Bufonidae.
Đây là loài đặc hữu của Indonesia.
Môi trường sống tự nhiên của chúng là rừng ẩm vùng đất thấp nhiệt đới hoặc cận nhiệt đới, sông ngòi, các đồn điền, vườn nông thôn, và rừng thoái hóa nghiêm trọng.
Chúng hiện đang bị đe dọa vì mất nơi sống.

## Hình ảnh

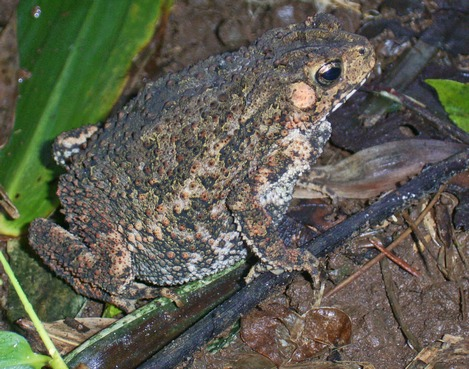
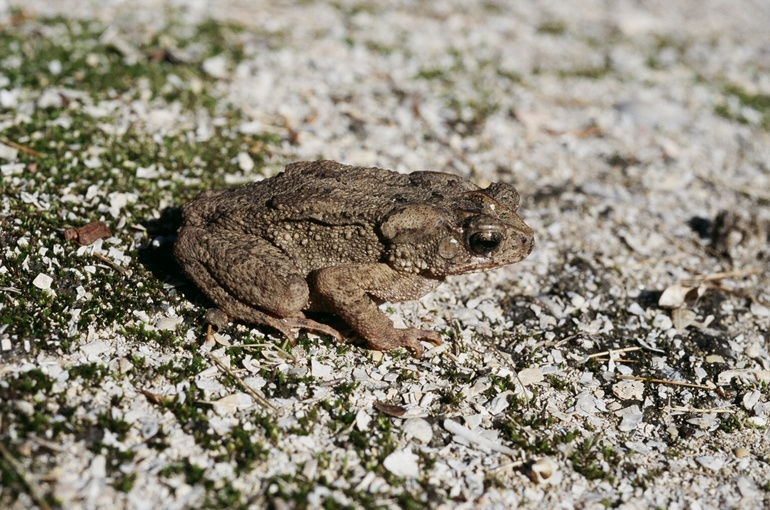
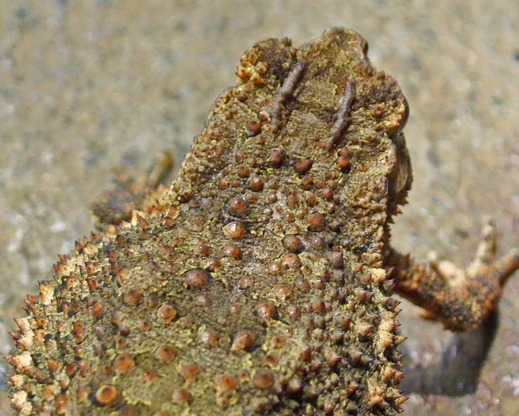